# Heilige-Kruisverheffingskerk (Lampernisse)

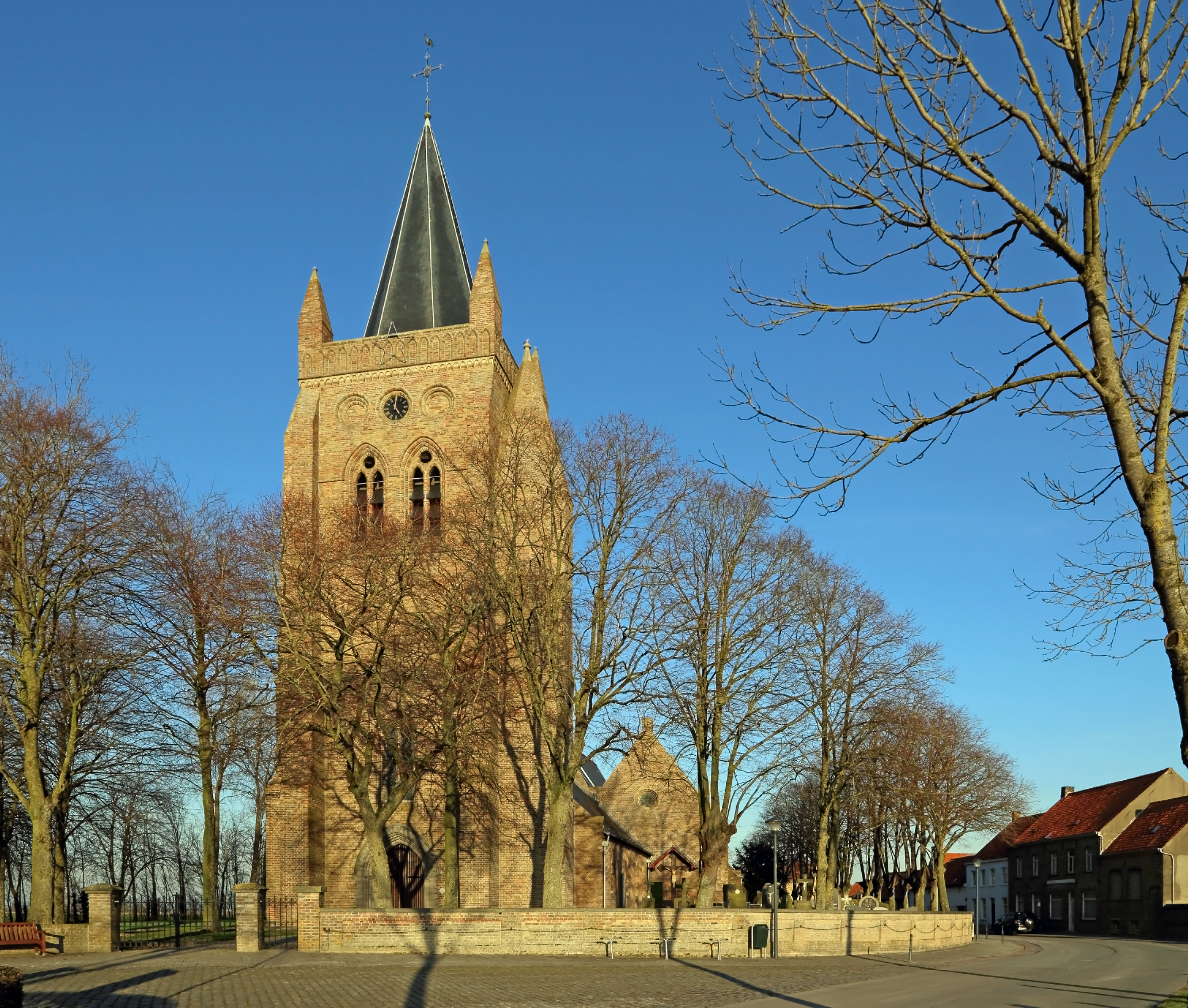
Heilige-Kruisverheffingskerk

De Heilige-Kruisverheffingskerk is de parochiekerk van de tot de West-Vlaamse gemeente Diksmuide behorende plaats Lampernisse, gelegen aan Zannekinstraat 16.
In 2018 werd de kerk aan de eredienst onttrokken.

## Geschiedenis
De parochie werd voor het eerst vermeld in 857, in een charter van de Abdij van Sint-Bertinus te Sint-Omaars. In 1123 was de parochie afhankelijk van het kapittel van Sint-Omaars. In de 13e eeuw werd het pseudobasilicale schip gebouwd en de toren volgde op het eind van deze eeuw. In de 14e eeuw werd een driebeukig koor aangebouwd. De kerk werd in 1565 beschadigd door de Geuzen en in 1650 door Franse troepen. In de 18e eeuw werden de vensters van de zijbeuken gewijzigd, waarbij de spitsbogen door segmentbogen werden vervangen.In 1793 werd de kerk door de Fransen gesloten en pas kort na 1830 werd deze weer ter beschikking van de parochie gesteld. Voordien moest men kerken te Oostkerke.
In 1862 werd in de kerk een monument voor Nicolaas Zannekin geplaatst en vanaf 1898 werden verbouwingen en herstellingen uitgevoerd, waarbij ook de 15e-eeuwse kuip van het doopvont werd ontdekt.
Tijdens de Eerste Wereldoorlog werd de kerk verwoest. Aanvankelijk fungeerde deze als hospitaal voor gewonde Belgische soldaten. De Duitsers gebruikten de toren als richtbaken, waarop de Belgen de toren op 8 november 1915 opbliezen, nadat de kerk op 18 augustus 1915 door de Duitsers in brand was geschoten. De kunstschatten werden te De Panne in veiligheid gebracht.
Herbouw volgde in 1921-1923 onder leiding van Jozef Viérin. De herbouw werd uitgevoerd in authentieke stijl, waarbij gele baksteen werd gebruikt.

## Gebouw
Het betreft een pseudobasilicaal schip met zware westtoren. Aansluitend een driebeukig, als hallenkerk uitgevoerd, koorgedeelte. De torentrans heeft vier hoektorentjes.

## Interieur
De kunstschatten kwamen na restauratie vrijwel allemaal terug in de kerk. Zo zijn er schilderijen door Vigor Boucquet, voorstellende Ecce Homo (1663) en Sint-Sebastiaan (1665). Ook zijn er een aantal 17e-eeuwse schilderijen van de Vlaamse school, en een schilderij Piëta door Matthias de Visch uit 1752.
Het noordelijk zijaltaar is van 1640. Het orgel, uit 1928, werd gebouwd door de firma Loncke.